# تقابل شهریار و شیر

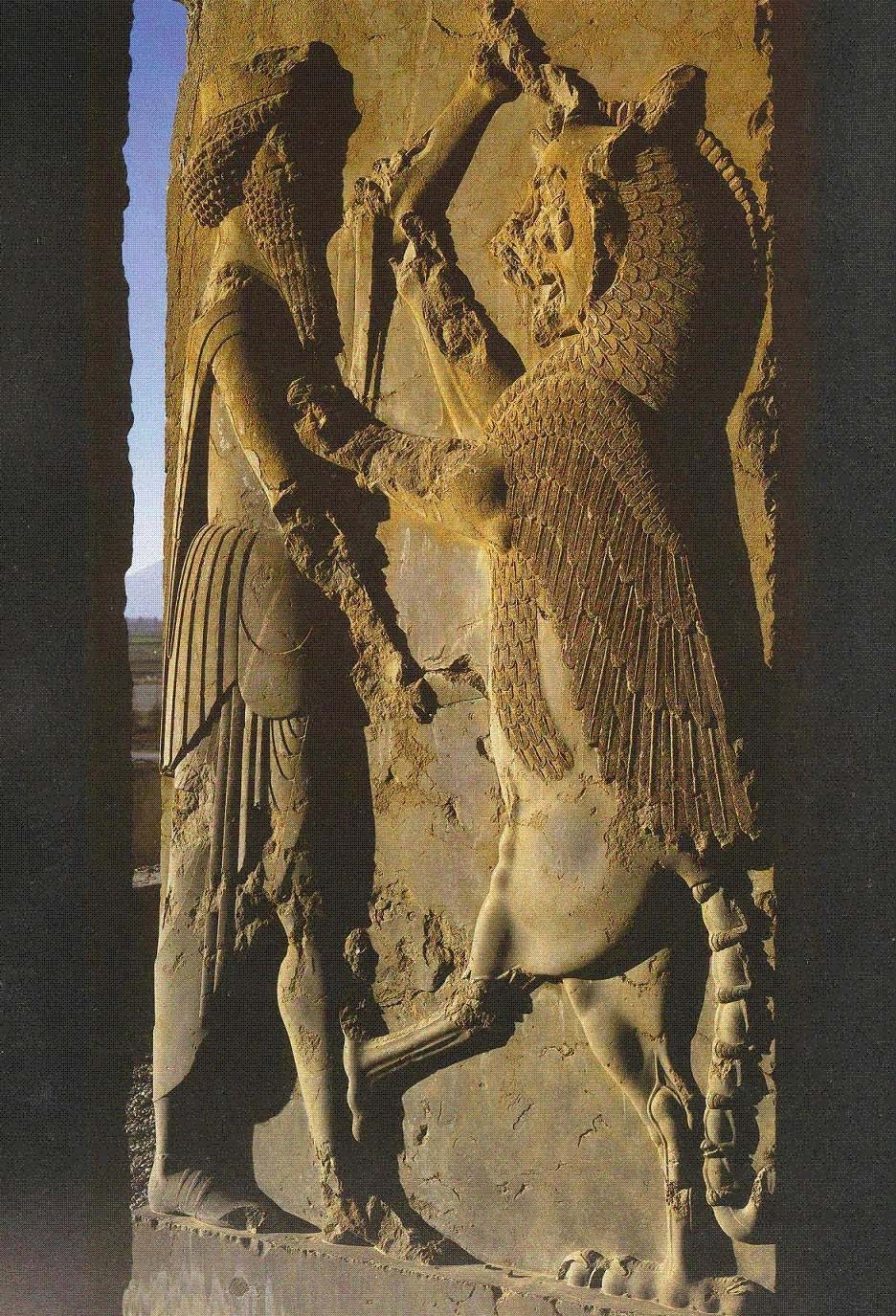
تقابل شهریار و شیربالدار در نقوش تخت جمشید

«تقابل شهریار و شیر» یا «نبرد شاه با شیر»، گاو، شیر بالدار و شیردال اشاره به سنگ نگاره‌هایی دارد که در سه تالار تخت جمشید به‌خصوص تالار صدستون که در دوره گذر از جامعه جنگاور و مقتدر عصر داریوش به دوره عدم جنگ زمان خشایارشا به‌منظور نمایاندن او به عنوان شهریاری سازنده و انتظام دهنده ساخته شده‌اند.
در حکومت هخامنشیان و از دوره خشایارشا تصویر کردن شهریار در تقابل با موجودات ماورایی و حیوانات بیش تر دیده می‌شود هم‌زمان با به سلطنت رسیدن وی آشوب‌هایی در کشور روی داد، شکست ایرانیان از یونان و شورش‌هایی که در بابل و مصر رخ داد موجب گردید شهریار نیمه دوم حکومت خود را در کشور بماند و نقش نمایندگی از طرف ایزدان برای حفظ صلح و آرامش را در امور مملکت ایفا کند.

## نمادشناسی
تاریخ هخامنشیان نشان می‌دهد هرگز به لحاظ فرهنگی درصدد وحدت بخشیدن به متصرفات و قلمروهای خود نبودند، یعنی سعی در یکسان کردن زبان، مذهب و پرستشگاه‌ها نداشتند بلکه قدرت خود را از طرق مختلف اعمال می‌کردند و یکی از آن‌ها بازنمایی تصاویر است که به عنوان ابزاری برای بیان اراده قدرت و طرح مسئله مشروعیت مورد استفاده آنان قرار گرفته‌است، در واقع تحلیل‌های تصویر شناختی و تصویرنگارانه نشان می‌دهند که کتیبه‌ها و بازنمایی‌ها تصویر قدرت را تحمیل و منتقل می‌کنند.
باید توجه داشت هنرمندان و صنعتگرانی که در کارگاه‌های مختلف کار می‌کردند، در آفرینش هنری آزادی نداشتند، آنان ناچار بودند رهنمودهای دقیق مشاوران شاه بزرگ را به دقت دنبال کنند.
از کتیبه‌هایی که از دوره خشایارشا در دروازه ملل، پلکان‌های آپادانا و ایوان جنوبی، کاخ تچر و ایوان شمالی، کاخ هدیش و الواح سنگی حرمسرا باقی مانده، مشروعیت طلبی وی از اهورامزدا به عنوان شهریاری سازنده و نظم دهنده در جامعه دیده می‌شود.
در کتیبه دیوان که یکی از مهم‌ترین کتیبه‌های دوره خشایارشا می‌باشد این چنین نوشته شده: «اهورامزدا به من یاری داد تا به خواست او این سرزمین را شکست دادم و نظم را به آن بازگرداندم و در میان این سرزمین‌ها مکانی بود که در گذشته آیین پرستش دیوها را در آن به جای می‌آوردند پس از آن به نیروی اهورامزدا، پرستشگاه‌های دیوان را ویران کردم…»

در نقش برجسته‌های این دوره نیز تحولاتی رخ داد که می‌توان به افزایش نقوش حیوانی و ترکیبی اشاره کرد، نقوش دروازه ملل، گاوهای نر بالدار با سر انسان، تکرار نقوش شیر گاوشکن و تکرار و تأکید نقوش نبرد شهریار با حیوانات ترکیبی و اهریمنان از این دوره به بعد دیده می‌شود. برخی پژوهشگران معتقدند این نقوش که تحت تأثیر کاخ‌های آشوری هستند مورد الهام هنرمندان ایرانی قرار گرفته و شهریاری که دور از قلمروش شکست خورده بود در حصار داخلی قلمرو به این وسیله شکست را جبران می‌کرد.

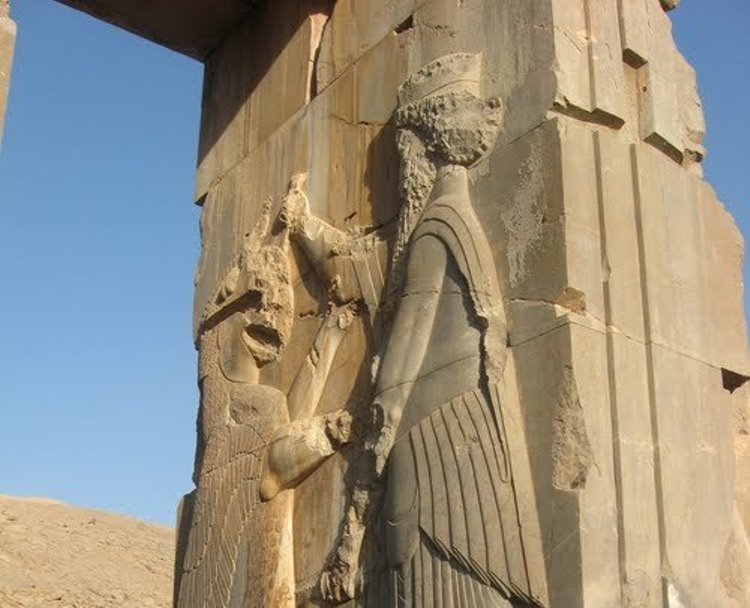
تقابل شهریار و شیردال

## معماری
در درگاه‌های شرقی و غربی تالار صدستون نقوش جدیدی دیده می‌شود که شهریار را در تقابل با موجودات واقعی یا افسانه ای و نیز دیوان قرار می‌دهد؛ و این نقش برجسته‌ها تنها مجموعه ای هستند که شهریار از حالت امر واقع موجود در دیگر نقوش خارج شده و در مرتبه ای نمادین ظاهر می‌شود. در مجموع شهریار درچهار ترکیب همنشینی یکسان دیده می‌شود که در مقابل حیوانات یا موجودات عجیب الخلقه قرار دارد که با تغییر جانشینی این موجودات در این نقوش تفاوت معنایی و نشانه ای ایجاد شده‌است.
چهار نقش در تالارصدستون بر روی هر درگاهی دو بار نقش شده‌اند که از نظر ساختار و همنشینی یکسان می‌باشند و در هر نقش، پیکره شهریار بدون هیچ گونه تغییری در تقابل با موجودات متفاوت قرار گرفته و تنها نقش حیوانات است که تغییر کرده و جایگزین یکدیگر شده‌اند و همین تغییر باعث ایجاد تعابیر مختلفی از هر نقش می‌شود.
در این تصاویر شهریار، خود را در چهار موقعیت مختلف برای بیان ماهیت شخصیت خویش به نمایش گذاشته‌است. شهریار در هر چهار نقش آرام و خونسرد در حال کشتن حیوانات است. در این‌جا منظور، ستیزهای خام شکارگاه و برتری قدرت مادی یک پادشاه مطرح نیست بلکه اشاره به جدال ایزدان و اهریمن، نور و تاریکی، راستی با ناراستی و آرامش بر ضد هرج و مرج است (دوگانه باوری).
همچنین پیشنهاد شده استفاده از رزم افزار (در هر چهار نگاره خنجر) و شباهت کامل سر دیوها در زیر سقف‌ها با سر دیوهای تمام قد ورودی تالار اصلی برای تأکید پیروزی نیکی شاهان هخامنشی بر بدی می‌باشد. همانگونه که در این نگاره‌ها مشاهده می‌شود، هر چهار دیوی که بر روی دیوارهای ورودی تالار اصلی به نگاره درآمده‌اند مغلوب نیکی شده‌اند. از این رو، از سر دیوان شکست‌خورده در زیر سقف‌ها و به عنوان سرستون استفاده شده تا اشاره‌ای باشد به اسارت و دربند کردن آنها. (رستگاری زمانی است که دیوان در بند شوند)

### بررسی تصویر شهریار
پهلوان که همان پادشاه است به جای تاج رسمی با یک کلاه پارسی در این تصاویر دیده می‌شود. فرم حرکات دست شهریار و دست و پاهای جانوران که در حال دفاع از خود هستند و موجودیت‌های حیوانی که این‌جا به شکل‌های گوناگون نشان داده شده حسی از تقابل بین آن‌ها را نشان می‌دهد و اما از نظر نمایه ای شکل ایستادن پادشاه که حالتی ایستا و پویا دارد و درعین حال کُنش وی حاکی از نبردی غیرزمینی است، همچنین چهره آرام و مطمئن پادشاه از پیروزی و نوع لباس شهریار و طرز کمر بستن وی همگی از جمله نشانه‌هایی است که باعث ایجاد معنایی متفاوت، غیرواقعی و نمادین می‌شود.
ضربه ای که شهریار بر حیوانات وارد می‌کند کاملاً نمادین است و در این تصاویر او از حالت امر واقع خارج شده و خود را در مرتبت نماد قرار می‌دهد. در واقع شهریار از حالت زمینی بودن خارج و در مرتبه ای فرا واقعی و معنایی قرار گرفته‌است. در واقع او را در سه مرحله، یعنی ایزد پنداشتن پادشاه، قدرت جسمانی و فرازمینی در شکار و قدرت ماورایی را در نبرد با اهریمنان و نیروهای شر به نمایش گذاشته‌اند. از جمله حرکات نمادین شهریار می‌توان به حرکت دستان او اشاره کرد که در این تصاویر با یک دست شاخ حیوانات را که در مرکز سر آن‌ها قرار دارد گرفته و با دستی دیگر ضربه ای به قلب شان وارد می‌کند، یعنی به دو نقطه مهم اعضای بدن حیوانات ضربه وارد کرده‌است.

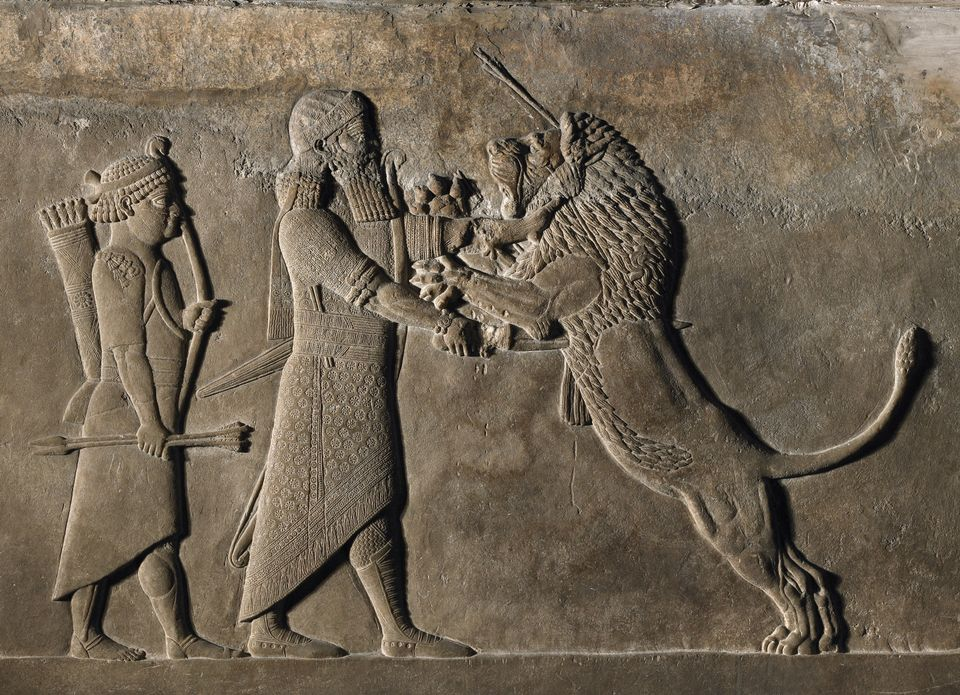
سنگ نگارهٔ نبرد پادشاه آشور (آشوربانیپال) با شیر

## خاستگاه
در نقش برجسته‌های دوره هخامنشیان هر جا شاهی وجود دارد بالای سر او فروهر نقش شده‌است که نشان دهنده تأیید سلطنت می‌باشد؛ همچنین در تصاویری، شهریار نماینده ای از جانب خدایان در زمین تصویر می‌شود که وظیفه او مبارزه با نیروهای شر در مقابل خیر می‌باشد تا هرج و مرج حاصل از دین بد و نیروهای شر را از بین ببرد. در ایران باستان در نظر شهریار و روحانیون، نقش شاه این بود که بر نیروهای مخرب که در قلمرو سلطنت به فعالیت می‌پرداختند غلبه کند.
گزنفون، از تشریفات جشن ایران در عید نوروز چنین یاد می‌کند: در صبح نوروز شهریار هخامنشی حتماً در مراسم عظیمی می‌بایست شرکت جوید از جمله بنا به سنت‌های آسیای غربی، محتملاً از نو تاج بر سر می‌گذاشت. این اعمال هرساله گویای آن بود که تأیید الهی را با خود دارد، این وظیفه شهریار بود که پیوسته با دیوان بجنگد و آنان را سرکوب کند تا شایسته سلطنت در سال آینده باشد.

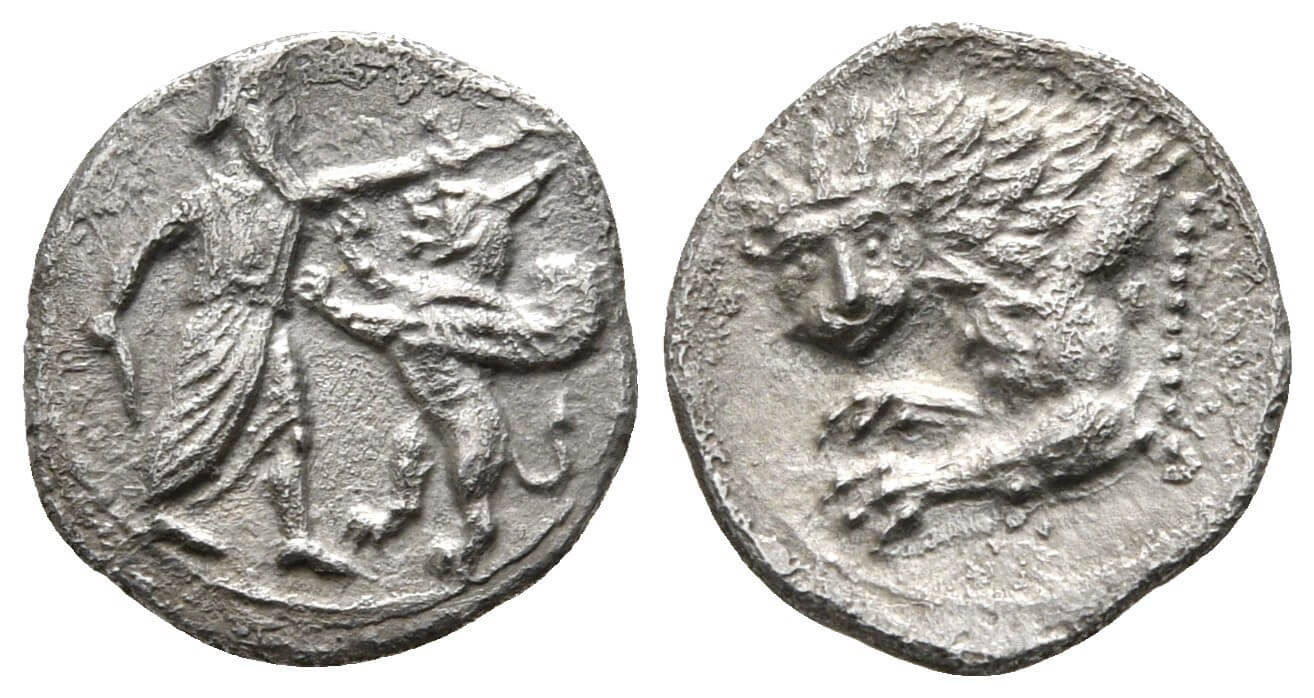
سکه هخامنشی با نقش تقابل شهریار (اردشیر سوم) و شیر ضرب کلیکیه؛ ۳۴۰ ق.م.

نمادهای اهریمنی همواره به شکل حیواناتی ترکیبی نمایش داده شده‌اند، مانند اژدها که در ایران نشانه اهریمن تلقی می‌شود، دارای بدنی ترکیبی مملو از چلپاسه، کژدم و آفریدگان زیان‌کار دیگر است. هخامنشیان نیز برای تجسم نیروهای شر آن‌ها را به شکل حیوانات ترکیبی و عجیب الخلقه ترسیم کرده‌اند که این نقوش در سکه‌ها، مُهرها و نقش برجسته‌های دوره هخامنشیان دیده می‌شوند به‌طوری که در آن‌ها گاه شهریار از ابزار جنگی مانند خنجر استفاده نموده و گاه بدون هیچ گونه ابزاری به تصویر درآمده که در تمامی آن‌ها شهریار به عنوان نماینده خدایان برای حفاظت مردم جامعه خود (به نوعی فریبندگی برای اعاده قدرت از دست رفته) در حال نبرد با این نیروهای شر تصویر شده‌است.

### تصویر تقابل شهریار و شیر
در این تصویر یک شیر نر غران دیده می‌شود و تصاویر یافت شده روی مُهرهای دوره هخامنشی که شهریار را در حال شکار نشان می‌دهد همانند مُهر داریوش شیرها به همین شکل روی دو پا نشان داده شده‌اند. این موضوع بر روی مهرهای آشوری نیز قابل مشاهده است، از دوره سومر نو تا انتهای دوره آشور صحنه‌های شکار و تقابل میان شهریار/پهلوان و شیر بر روی مُهرها دیده می‌شود.

### تصویر تقابل شهریار و شیر بالدار
شیرهای بالدار موجودات ترکیبی هستند که نمونه‌های واقعی آن‌ها در طبیعت وجود ندارد و به نوعی حسی از موجودات غیرزمینی که در واقع همان اهریمنان هستند را تداعی می‌کنند. در حقیقت نه یک شمایل بلکه یک نماد محسوب می‌شوند. وجود بال، دم عقرب و پاهای پنجه ای شکل همگی جزو نشانه‌ها محسوب می‌شوند. از دیگر نشانه‌ها می‌توان به غرش در چهره این حیوانات اشاره کرد.

## جمع‌بندی
هخامنشیان به دوگانگی نیروهای خیر و شر (دوگانه باوری) اعتقاد داشتند (ثنویت) و شهریار وظیفه خود می‌دانست برای رفاه مردم با نیروهای شر که نظم (ارته) را مختل ساختند مبارزه کند. به همین دلیل برای نشان دادن قدرت او به تصاویر مختلفی کشیده شده‌است. ظاهراً انجام امور ماورایی و به تصویر کشیدن نگاره‌های شر با توجه به موقعیت تاریخی دوره خشایارشا به منظور پوشاندن نقص‌های مادی وی بوده‌است. در تصویری شهریار برای رضایت خدایان و دفع بلایا دست به قربانی می‌زند و در تصویر دیگر قدرت بی‌نهایت زمینی وی با شکار شیر رخ می‌نماید و در تصویر دیگری قدرت ماورایی او به تصویر کشیده شده‌است.

## کاربرد امروزی
در دوران معاصر از این نقش در طراحی نخستین نشان بانک ملی ایران استفاده شده‌است. همچنین این طرح بر روی برخی اسکناس‌های رضاشاه و محمدرضاشاه نقش بسته‌است. این طرح بر روی دو طرف ستون سنگی در میانهٔ میدان سپه که تا قبل از انقلاب ۱۳۵۷ پایهٔ تندیس سوارهٔ رضاشاه بود، دیده می‌شد که با وجود به زیر کشیده شدن مجسمه مزبور این پایهٔ سنگی با این نقش برجسته، نگهدارندهٔ نشان رسمی جمهوری اسلامی است. در صنایع دستی ایران برای نشان دادن نقوش هخامنشی از این طرح استفاده زیادی می‌شود.

## نگارخانه

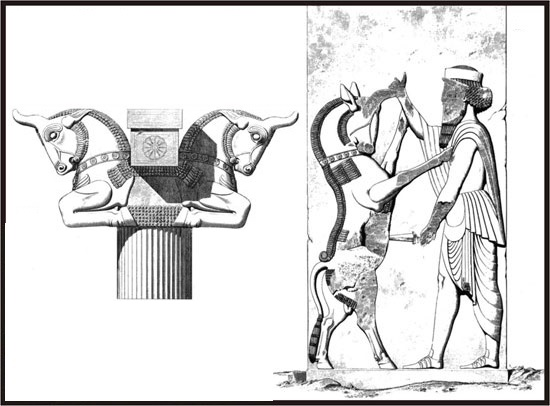
سنگ نگاره تقابل شهریار و گاو بر روی دیوار ورودی تالار و استفاده از تندیس گاو شکست خورده به‌عنوان سرستون
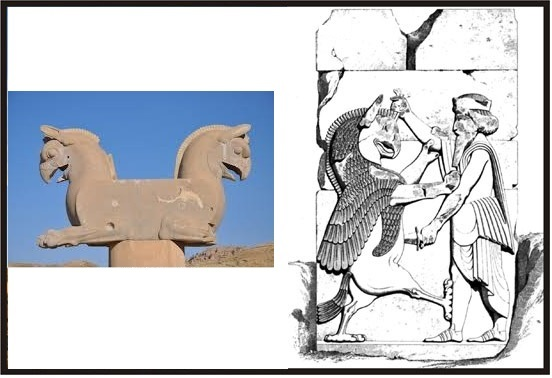
نگاره نبرد شهریار و شیردال بر روی دیوار ورودی تالار و استفاده از تندیس شیردال دربند به عنوان سرستون
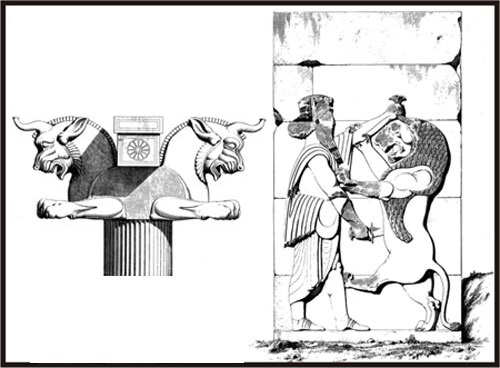
نگاره نبرد شهریار و شیر بر روی دیوار ورودی تالار و استفاده از تندیس شیر به عنوان سرستون
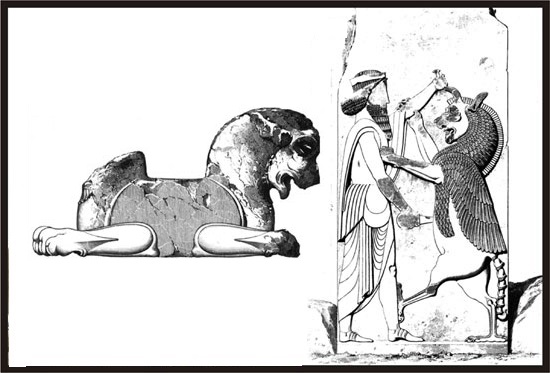
نگاره تقابل شهریار و شیر بالدار بر روی دیوار ورودی تالار و استفاده از تندیس شیر به عنوان سرستون
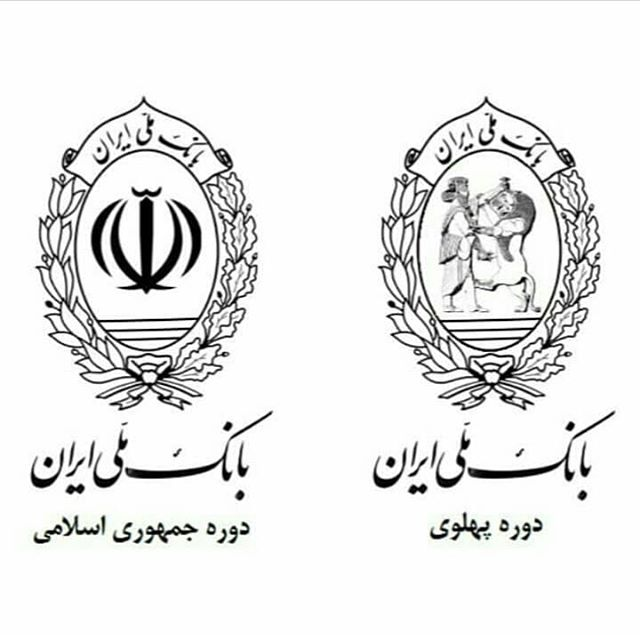
تقابل شهریار و شیر بر نشان سابق بانک ملی ایران
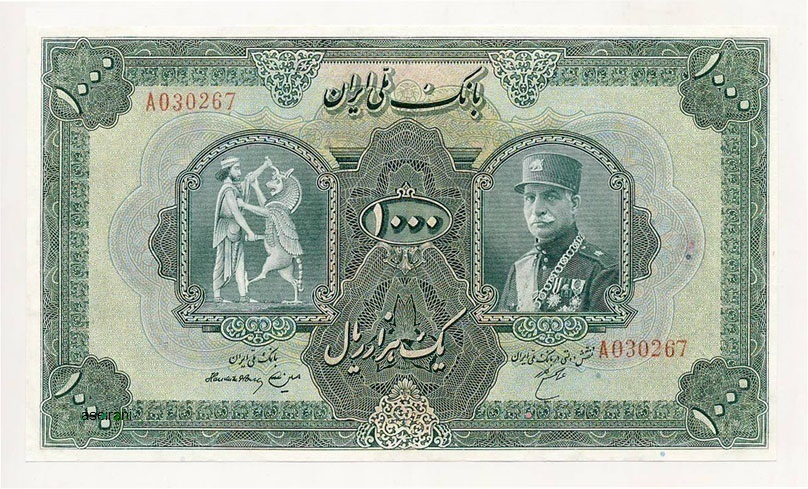
نقش تقابل شهریار و شیر بر روی اسکناس رضاشاه
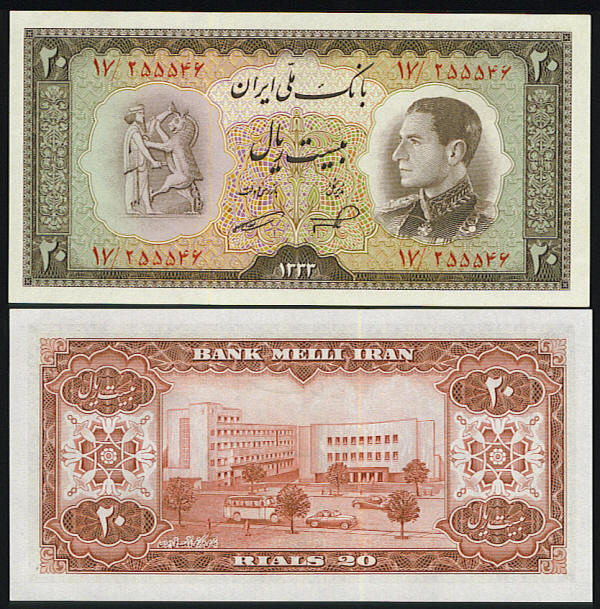
بر روی اسکناس محمدرضا پهلوی
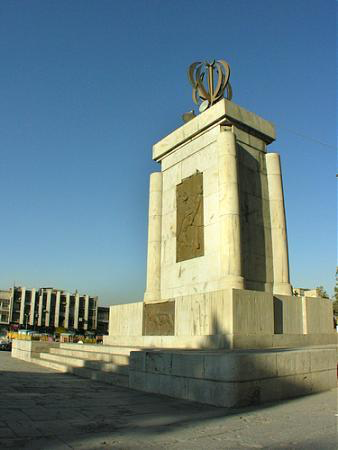
ستون سنگی میانهٔ میدان امام خمینی با نگارهٔ تقابل شهریار و شیر بالدار و نشان رسمی جمهوری اسلامی
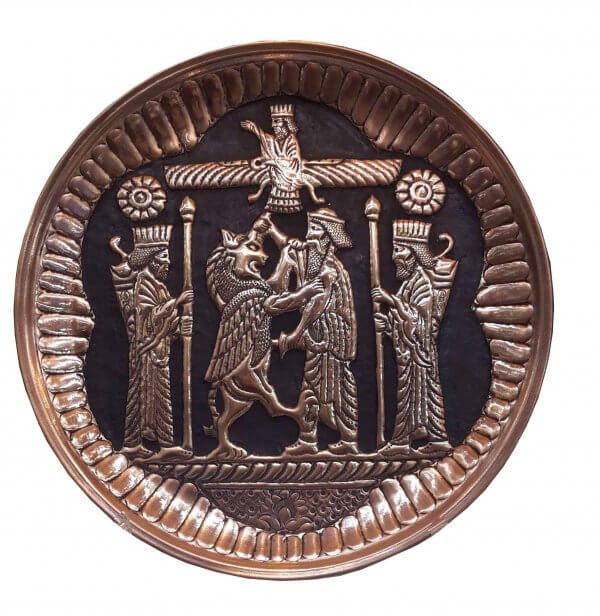
بر روی بشقاب صنایع دستی ایران